# Mitar Tzourits
Mitar Đurić ou Mitar Tzourits (en grec moderne : Μίταρ Τζούριτς) est un joueur bosniaque de volley-ball, naturalisé grec, né le 25 avril 1989 à Sarajevo en (Bosnie-Herzégovine). Il mesure 2,11 m et joue aux postes de central et attaquant de pointe. Il totalise 45 sélections en équipe de Grèce.

## Clubs
| Club                    | Pays         | De           | À            |
| ----------------------- | ------------ | ------------ | ------------ |
| Buducnost Podgorica     | Monténégro   | 2002-2003    | 2002-2003    |
| Pafiakos Paphos         | Chypre       | 2003-2004    | 2003-2004    |
| Athletic Club Orestiada | Grèce        | 2004-2005    | 2005-2006    |
| Olympiakos Le Pirée     | Grèce        | 2006-2007    | 2010-2011    |
| Trentino Volley         | Italie       | 2011-2012    | 2012-2013    |
| Halkbank Ankara         | Turquie      | 2013-2014    | 2013-2014    |
| Suwon Kepco Vixtorm     | Corée du Sud | mai 2014     | mars 2015    |
| Trentino Volley         | Italie       | avril 2015   | 2015-2016    |
| Vérone Volley           | Italie       | 2016-2017    | 2017-2018    |
| PAOK Thessalonique      | Grèce        | juin 2018    | février 2019 |
| Stade Poitevin          | France       | février 2019 | mai 2019     |
| Trentino Volley         | Italie       | 2019-2020    | 2019-2020    |
| ACH Ljubljanan          | Slovénie     | 2020-2021    | 2020-2021    |
| Phénix Syros            | Grèce        | 2021-2023    | 2021-2023    |
| Olympiakos Le Pirée     | Grèce        | 2023-2024    | …            |

## Palmarès

### En sélection nationale
- Ligue européenne (1)
  -  : 2014.

### En club
- Championnat du monde des clubs (2)
  - Vainqueur : 2011, 2012
- MEVZA League (1)
  - Vainqueur : 2021
- Ligue des champions
  - Finalist : 2014, 2016
  - 3ème : 2012
- Coupe de la CEV
  - Finalist : 2015
- Championnat de Grèce (4)
  - Vainqueur : 2009, 2010, 2011, 2024
- Coupe de Grèce (4)
  - Vainqueur : 2009, 2011, 2024, 2025
- Supercoupe de Grèce (3)
  - Vainqueur : 2010, 2021, 20241
- Coupe de la Ligue grecque (1)
  - Vainqueur : 2024-25
- Supercoupe d'Italie (1)
  - Vainqueur : 2011
- Coupe d'Italie (2)
  - Vainqueur : 2012, 2013
- Championnat d'Italie (2)
  - Vainqueur : 2013, 2015
- Supercoupe de Turquie (1)
  - Vainqueur :  2013
- Coupe de Turquie (1)
  - Vainqueur :  2014
- Championnat de Turquie (1)
  - Vainqueur 2014

- 1 : La finale du Super Coupe concernant la saison 2023-24 a eu lieu le 4 février 2025.
- 2 : La finale de la Coupe de la Ligue de la saison 2024-25 a eu lieu le 11 décembre 2024

## Distinctions individuelles
- MVP du Championnat Grec (poste de central) 2009-2010
- MVP de la Supercoupe de Grèce (poste de central) 2010
- MVP de la Supercoupe de Grèce (poste de central) 2021
- MVP de la Coupe de Grèce (poste de central) 2024
- MVP du championnat Grec (poste de central) 2023-2024